# Kiribati aux Jeux du Commonwealth
Les Kiribati participent aux Jeux du Commonwealth depuis les Jeux de 1998 à Kuala Lumpur - où le pays est représenté par un unique athlète en haltérophilie, Atantaake Bureka. C'est alors la première fois qu'un athlète gilbertin participe à une compétition sportive en dehors de l'Océanie. Depuis, les Gilbertins ont pris part à toutes les éditions des Jeux. Leur première médaille, et la seule à ce jour, est une médaille d'or remportée par l'haltérophile David Katoatau aux Jeux de 2014.

## Médailles
| Nom            | Jeux | Médaille      | Discipline    | Épreuve       | Résultat |
| -------------- | ---- | ------------- | ------------- | ------------- | -------- |
| David Katoatau | 2014 | Médaille d'or | Haltérophilie | 105 kg hommes | 348 kg   |